# Нью-Аллакакет (Аляска)
Нью-Аллакакет (англ. New Allakaket) — переписна місцевість (CDP) в США, в окрузі Юкон-Коюкук штату Аляска. Населення — 66 осіб (2010).

## Географія
Нью-Аллакакет розташований за координатами 66°32′19″ пн. ш. 152°37′17″ зх. д. / 66.53861° пн. ш. 152.62139° зх. д. (66.538603, -152.621292).  За даними Бюро перепису населення США в 2010 році переписна місцевість мала площу 7,33 км², з яких 6,35 км² — суходіл та 0,98 км² — водойми.

## Демографія
Згідно з переписом 2010 року, у переписній місцевості мешкало 66 осіб у 18 домогосподарствах у складі 16 родин. Густота населення становила 9 осіб/км².  Було 20 помешкань (3/км²).
Расовий склад населення:
| - 98,5 % — корінних американців |

До двох чи більше рас належало 1,5 %. Частка іспаномовних становила 0,0 % від усіх жителів.
За віковим діапазоном населення розподілялося таким чином: 27,3 % — особи молодші 18 років, 60,6 % — особи у віці 18—64 років, 12,1 % — особи у віці 65 років та старші. Медіана віку мешканця становила 26,5 року. На 100 осіб жіночої статі у переписній місцевості припадало 127,6 чоловіків;  на 100 жінок у віці від 18 років та старших — 128,6 чоловіків також старших 18 років.
Середній дохід на одне домашнє господарство  становив 32 983 долари США (медіана — 26 250), а середній дохід на одну сім'ю — 35 067 доларів (медіана — 27 188). За межею бідності перебувало 28,1 % осіб, у тому числі 54,2 % дітей у віці до 18 років та 0,0 % осіб у віці 65 років та старших.
Цивільне працевлаштоване населення становило 15 осіб. Основні галузі зайнятості: публічна адміністрація — 33,3 %, освіта, охорона здоров'я та соціальна допомога — 33,3 %, роздрібна торгівля — 13,3 %, транспорт — 6,7 %.